# Herb Złotoryi
Herb Złotoryi – jeden z symboli miasta Złotoryja w postaci herbu.

## Wygląd i symbolika
Herb przedstawia na złotej tarczy herbowej dolnośląskiego piastowskiego czarnego orła z białym pasem na piersi, ponad trzema zielonymi wzgórzami.
Trzy zielone wzgórza symbolizują położenie miasta, śląski orzeł związany jest z księciem Henrykiem Brodatym, który nadał miastu prawa miejskie w 1211 roku.

## Historia
Wizerunek herbowy widnieje na pieczęciach miejskich począwszy od XV wieku.